# 美若鰺
美若鰺（学名：Carangoides ciliarius），為輻鰭魚綱鱸形目鱸亞目鰺科若鰺屬下的一個種。分布於西印度洋紅海及塞席爾群島，目前公認的學名是由德國博物學家愛德華·呂佩爾（Eduard Rüppell）在1830年根據從紅海馬薩瓦採集的標本進行科學描述和命名的。呂佩爾將這種魚命名為Citula ciliaria。在1775年，彼得·福斯科爾（Peter Forsskål）有可能更早地描述並命名該物種，這將使他成為ICZN規則下的正確作者。他將此一種物種命名為Sciaena armata，喬治·居維葉（Georges Cuvier）於1833年將該物種重新命名為Caranx citula，也將Caranx cirrhosus這個名稱作為其新名稱的同義詞。這個名字顯然是由克里斯汀·戈特弗里德·埃倫伯格（Christian Gottfried Ehrenberg）創造的，儘管從未正確發表過。這兩個名稱在ICZN命名規則下被視為初級同義詞，不再有效。本魚體呈卵形而側扁，頭部略突出，體色通常為銀色，上部為藍綠色，腹部為銀白色，具2個背鰭，尾鰭呈叉形，魚鰭具有黑色邊緣，體長可達61公分，生活行性不明。

## 扩展阅读
- 維基物種上的相關：美若鰺